# Sunniva mamillata
Sunniva mamillata là một loài chân đều trong họ Scleropactidae. Loài này được Barnard miêu tả khoa học năm 1936.